# Rio Yom
O rio Yom (em tailandês:  แม่น้ำยม, SGRTT:Maenam Yom) é um rio da Tailândia, afluente do rio Nan.

O Yom tem 700 km de comprimento e nasce nas montanhas Phi Pan Nam, perto da aldeia de Bun Yuen, no distrito de Pong, província de Phayao. Depois de atravessar as províncias de Lampang, Phrae, Sukhothai, Phitsanulok e Phichit, entra na província de Nakhon Sawan e aqui, no distrito de Chum Saeng, conflui com o rio Nan. A poucos quilómetros a jusante, da confluência do próprio Nan e do Ping, origina o rio Chao Phraya, cujo percurso vai para sul, banha Banguecoque, e depois mergulha no Golfo da Tailândia.

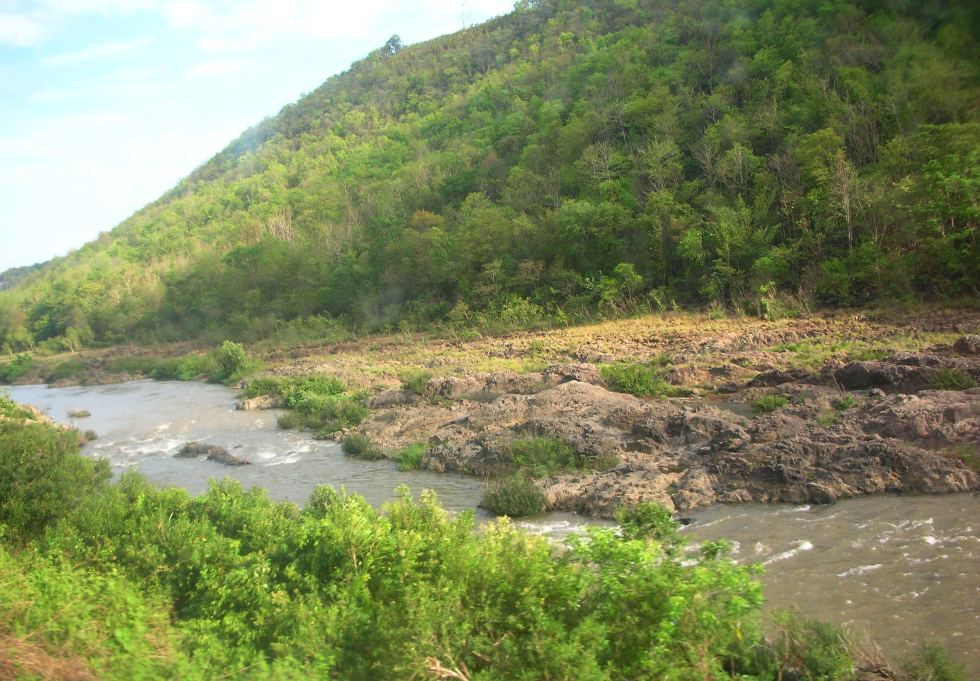
O rio Yom na província de Phrae.

A bacia hidrográfica formada por estes rios e seus afluentes forma a parte continental ocidental do país e tem uma área de 157.924 km², cerca de 35% de todo o território tailandês. Só o Yom e os seus afluentes cobrem uma área de 23.616 km².[carece de fontes?]
O Yom flui dentro do Parque Nacional Mae Yom, que cobre uma área de 455 km² nas províncias de Lampang e Phrae.
Nas províncias de Sukhothai e Phrae, em ambos os lados do rio, existem os antigos fornos onde, entre os séculos XIV e XVI, a cerâmica Si Satchanalai foi produzida.